# Эрменгол (граф Руэрга)
Эрменгол (фр. Ermengaud, умер около 935) — граф Руэрга и Керси (906—935), граф Альби и Нима (923—935).

## Биография

### Происхождение
Предполагается, что Эрменгол мог быть младшим сыном графа Тулузы Эда и Гарсенды де Альби. Хотя не существует первичных источников, которые непосредственно подтверждают это предположение, некоторые документы позволяют считать эту версию происхождения Эрменгола правильной.

### Правление
В 898 году его отец Эд передал Руэрг и Керси брату Эрменгола, Раймунду, но затем в 906 году он сделал Раймунда своим соправителем в Тулузе, а Эрменгол стал графом Керси и Руэрга. Оба брата вместе управляли огромными владениями своего дома в первой половине X века. В 923 или 924 году Раймунд II скончался, передав Ним и Альби Эрменголу, а Тулузу и Готию своему сыну Раймунду III Понсу. Эрменгол был соправителем Раймунда III в Готии.
В 930 году, а затем в январе 932, Эрменгол пожертвовал принадлежавшую ему собственность аббатству Вабр. Он и его племянник Раймунд Понс, упоминаемые Флодоардом с титулами «правители Готии», вместе с герцогом Санчо IV Гасконским, в 932 году присягнули на верность королю Западно-Франкского королевства Раулю.

### Брак и дети
Жена: Аделаида, умерла после июля 935:
- Раймунд (ум. ок.961) — граф Руэрга (ок.935 — ок.961)
- Гуго (ум. после 972 — граф Керси ок.935 — после 972
- Рихильда (ум. после 954) — супруга графа Сунийе Барселонского[2].